# 小行星8990
小行星8990，即同情小行星（8990 Compassion），是太阳系的小行星之一。其公转轨道位于火星和木星之间。

## 发现及命名
小行星8990于1980年8月6日由捷克的克莱季天文台（Kleť Observatory）发现。2001年10月9日，国际天文联合会（IAU）下属的小天体命名委员会（Committee on Small Body Nomenclature）发布公告，将小行星8990、小行星8991和小行星8992分别命名为同情（Compassion）、团结（Solidarity）和宽容（Magnanimity），以悼念2001年9月11日在美国纽约和华盛顿发生的九一一恐怖袭击事件中的罹难者和受害者。小行星8990被命名为同情（Compassion）的原因是希望世界人民同情九一一恐怖袭击中罹难者的朋友和家属，并希望罹难者的朋友和家属能克服悲伤和哀痛。